# Jeroni de Catalunya
Jeroni de Catalunya va ser primer bisbe de Cafa entre 1319 i 1325, a Crimea, creat pel papa Joan XXII l'any 1318. L'antiga Feodòsia era aleshores una colònia genovesa enclavada al límit del kanat mongol de l'Horda Daurada, molt vinculada a Pera (una altra colònia genovesa, al davant de Constantinoble).
Fra Jeroni fou un franciscà virulentament oposat a les doctrines de la pobresa extrema aleshores propugnades per determinats corrents del seu orde, com els fraticelli. Aquest aspecte va ser recuperat per Umberto Eco, que el fa aparèixer com a «Girolamo, bisbe de Caffa», a la seva novel·la El nom de la rosa. A la versió cinematogràfica d'El nom de la rosa, aquest personatge va ser interpretat per l'actor Franco Valobra, mentre que a la versió televisiva de la mateixa novel·la va ser interpretat per l'actor Claudio Bigagli. En llatí Jeroni de Catalunya era anomenat (H)Ieronymus Catalani i en italià, Girolamo di Catalogna. La seva germana, que inicialment el va acompanyar a Cafa, finalment es va retirar a un convent de Perpinyà.